# Athlétisme aux Jeux du Commonwealth de 2010
Pour un article plus général, voir Jeux du Commonwealth de 2010.
Navigation
Les épreuves d'athlétisme des Jeux du Commonwealth de 2010 se déroulent du 6 au 14 octobre 2010 à New Delhi, en Inde.
Les compétitions sur piste se déroulent du 6 au 12 octobre au Jawaharlal Nehru Stadium, enceinte construite à l'occasion des Jeux asiatiques 2002 et rénovée pour les Jeux du Commonwealth de 2010. L'épreuve du marathon se déroule quant à elle le 14 octobre dans les rues de New Delhi. Le programme, qui comporte 46 épreuves (23 féminines et 23 masculines), est identique à l'édition 2006 à l'exception du 50 km marche masculin qui n'est pas intégré en 2010. Six épreuves d'athlétisme handisport (100 m, 1 500 m et lancer du poids) sont disputées par ailleurs. Depuis 2002, les épreuves handisport sont pleinement intégrées aux Jeux et comptent pour le tableau des médailles.
Plusieurs athlètes de renom ne participent pas à l'édition 2010 de Jeux du Commonwealth. Parmi eux, la championne du monde sud-africaine Caster Semenya, les sprinteurs jamaïcains Usain Bolt et Asafa Powell, ou encore le Kényan David Rudisha. D'autres athlètes déclinent l'invitation peu avant le début de la compétition en invoquant des problèmes liés à la sécurité, à l'image du Britannique Phillips Idowu ou de l'Australienne Dani Samuels.
Surprenant Kenya qui glane toujours plus de médailles lors des grands championnats, en témoigne sa position en tête du tableau des médailles de ces championnats devant l'Australie qui avait remporté l'édition précédente en 2006 chez elle à Melbourne. La Jamaïque termine à une décevante 7e place (6e place après les disqualifications liées au dopage) avec seulement deux titres alors qu'elle avait fini seconde en 2006. L'Inde réalise également une belle compétition avec 11 médailles récoltées et une 6e place finale (devenu 5e place par la suite).

## Résultats

### Hommes
| 100 m | Lerone Clarke 10 s 12                                                          | Mark Lewis-Francis 10 s 20                                                 | Aaron Armstrong 10 s 24                                                               |
| 200 m | Leon Baptiste 20 s 45                                                          | Lansford Spence 20 s 49 (PB)                                               | Christian Malcolm 20 s 52                                                             |
| 400 m | Mark Mutai 45 s 44                                                             | Sean Wroe 45 s 46                                                          | Ramon Miller 45 s 55 (SB)                                                             |
| 800 m | Boaz Lalang 1 min 46 s 60                                                      | Richard Kiplagat 1 min 46 s 95                                             | Abraham Kiplagat 1 min 47 s 37                                                        |
| 1 500 m | Silas Kiplagat 3 min 41 s 78                                                   | James Magut 3 min 42 s 27                                                  | Nick Willis 3 min 42 s 38                                                             |
| 5 000 m | Moses Kipsiro 13 min 31 s 25                                                   | Eliud Kipchoge 13 min 31 s 32                                              | Mark Kiptoo 13 min 32 s 58                                                            |
| 10 000 m | Moses Kipsiro 27 min 57 s 39                                                   | Daniel Salel 27 min 57 s 57                                                | Joseph Birech 27 min 58 s 58 (PB)                                                     |
| 3 000 m steeple | Richard Mateelong 8 min 16 s 39                                                | Ezekiel Kemboi 8 min 18 s 47                                               | Brimin Kipruto 8 min 19 s 65                                                          |
| 110 m haies | Andy Turner 13 s 38                                                            | William Sharman 13 s 50                                                    | Lawrence Clarke 13 s 70                                                               |
| 400 m haies | David Greene 48 s 52                                                           | L. J. van Zyl 48 s 63                                                      | Rhys Williams 49 s 19                                                                 |
| Marathon | John Kelai 2 h 14 min 35 s                                                     | Michael Shelley 2 h 15 min 28 s                                            | Amos Tirop Matui                                                                      |
| 20 km marche | Jared Tallent 1 h 22 min 18 s                                                  | Luke Adams 1 h 22 min 41 s                                                 | Harminder Singh 1 h 23 min 27 s                                                       |
| 4 × 100 m | Angleterre Ryan Scott Leon Baptiste Marlon Devonish Mark Lewis-Francis 38 s 74 | Jamaïque Lerone Clarke Lansford Spence Rasheed Dwyer Remaldo Rose 38 s 79  | Inde Rahamatulla Molla Suresh Sathya Shameer Naseema Manzile Md Abdul Qureshi 38 s 89 |
| 4 × 400 m | Australie Joel Milburn Kevin Moore Brendan Cole Sean Wroe 3 min 3 s 30         | Kenya Vincent Koskei Vincent Kiilo Anderson Mutegi Mark Mutai 3 min 3 s 84 | Angleterre Conrad Williams Nick Leavey Richard Yates Robert Tobin 3 min 3 s 97        |
| Saut en hauteur | Donald Thomas 2,32 m (SB)                                                      | Trevor Barry 2,29 m (PB)                                                   | Kabelo Kgosiemang 2,26 m (SB)                                                         |
| Saut à la perche | Steven Hooker 5,60 m                                                           | Steven Lewis 5,60 m (SB)                                                   | Max Eaves 5,40 m                                                                      |
| Saut en longueur | Fabrice Lapierre 8,30 m                                                        | Greg Rutherford 8,22 m (SB)                                                | Ignisious Gaisah 8,12 m (SB)                                                          |
| Triple saut | Tosin Oke 17,16 m                                                              | Hugo Mamba-Schlick 17,14 m (NR)                                            | Renjith Maheswary 17,07 m (NR)                                                        |
| Lancer du poids | Dylan Armstrong 21,02 m                                                        | Dorian Scott 20,19 m                                                       | Dale Stevenson 19,99 m (PB)                                                           |
| Lancer du disque | Benn Harradine 65,45 m                                                         | Vikas Shive Gowda 63,69 m (SB)                                             | Carl Myerscough 60,64 m                                                               |
| Lancer du marteau | Chris Harmse 73,15 m                                                           | Alex Smith 72,95 m (PB)                                                    | Mike Floyd 69,34 m                                                                    |
| Lancer du javelot | Jarrod Bannister 81,71 m                                                       | Stuart Farquhar 78,15 m                                                    | Kashinath Naik 74,29 m                                                                |
| Décathlon | Jamie Adjetey-Nelson 8 070 pts                                                 | Brent Newdick 7 899 pts                                                    | Martin Brockman 7 712 pts                                                             |
| Records et Performances - AR : Record continental (area record) - CR : Record des championnats (championship record) - MR : Record du meeting (meet record) - NR : Record national (national record) - OR : Record olympique (olympic record) - PR : Record paralympique (paralympic record) - PB : Record personnel (personal best) - SB : Meilleure performance personnelle de la saison (season's best) - WL : Meilleure performance mondiale de l'année (world leader) - WJR : Record du monde junior (world junior record) - WR : Record du monde (world record) Circonstances et Conditions - DNF : N'a pas terminé (did not finish) - DNS : N'a pas pris le départ (did not start) - DQ : Disqualification (disqualification) - NM : Aucun essai valable enregistré (No Mark) - Q : Qualifié « directement » au prochain tour (ou à la prochaine compétition), lors d'une compétition majeure, grâce au classement ou à la réalisation des minima (automatic qualifier) - q : Qualifié au prochain tour (ou à la prochaine compétition), lors d'une compétition majeure, grâce au repêchage ou à la réalisation de l'une des meilleures performances parmi celles des « non qualifiés directement » (grâce au meilleur temps ou à la meilleure distance par exemple) (secondary qualifier) |                                                                                |                                                                            |                                                                                       |

### Femmes
| 100 m | Natasha Mayers 11 s 37                                                              | Katherine Endacott 11 s 44                                                       | Delphine Atangana 11 s 48                                                  |
| 200 m | Cydonie Mothersill 22 s 89                                                          | Abiodun Oyepitan 23 s 26                                                         | Adrienne Power 23 s 52                                                     |
| 400 m | Amantle Montsho 50 s 10                                                             | Aliann Pompey 51 s 65 (SB)                                                       | Christine Amertil 51 s 96                                                  |
| 800 m | Nancy Lagat 2 min 00 s 01                                                           | Nikki Hamblin 2 min 00 s 05                                                      | Diane Cummins 2 min 00 s 13                                                |
| 1 500 m | Nancy Lagat 4 min 05 s 26                                                           | Nikki Hamblin 4 min 05 s 97                                                      | Stephanie Twell 4 min 06 s 15                                              |
| 5 000 m | Vivian Cheruiyot 15 min 55 s 12                                                     | Sylvia Kibet 15 min 55 s 61                                                      | Iness Chenonge 16 min 02 s 47                                              |
| 10 000 m | Grace Momanyi 32 min 34 s 11                                                        | Doris Changeywo 32 min 36 s 97                                                   | Kavita Tungar 33 min 05 s 28                                               |
| 3 000 m steeple | Milcah Cheywa 9 min 40 s 96                                                         | Mercy Njoroge 9 min 41 s 54                                                      | Gladys Kipkemoi 9 min 52 s 51                                              |
| 100 m haies | Sally Pearson 12 s 67                                                               | Angela Whyte 12 s 98                                                             | Andrea Miller 13 s 25                                                      |
| 400 m haies | Ajoke Odumosu 55 s 28                                                               | Eilidh Child 55 s 62                                                             | Nickiesha Wilson 56 s 06                                                   |
| Marathon | Irene Jerotich 2 h 34 min 32 s                                                      | Irene Mogake 2 h 34 min 43 s                                                     | Lisa Weightman 2 h 35 min 25 s                                             |
| 4 × 100 m | Angleterre Katherine Endacott Montell Douglas Laura Turner Abiodun Oyepitan 44 s 19 | Ghana Rosina Amenebede Elizabeth Amolofo Beatrice Gyaman Janet Amponsah 45 s 24  | Inde Geetha Satti Srabani Nanda Priya P.K Jyothi Hirijur Manjunath 45 s 25 |
| 4 × 400 m | Inde Manjeet Kaur Sini Jose Ashwini Akkunji Mandeep Kaur 3 min 27 s 77              | Angleterre Kelly Massey Victoria Barr Meghan Beesley Nadine Okyere 3 min 29 s 51 | Canada Amonn Nelson Adrienne Power Vicki Tolton Carline Muir 3 min 30 s 20 |
| 20 km marche | Johanna Jackson 1 h 34 min 22 s                                                     | Claire Tallent 1 h 36 min 55 s                                                   | Grace Njue 1 h 37 min 49 s                                                 |
| Saut en hauteur | Nicole Forrester 1,91 m                                                             | Sheree Francis 1,88 m                                                            | Levern Spencer 1,88 m                                                      |
| Saut à la perche | Alana Boyd 4,40 m (SB)                                                              | Mariánna Zaharíadi 4,40 m (SB)                                                   | Kate Dennison Carly Dockendorf Kelsie Hendry 4,25 m                        |
| Saut en longueur | Alice Falaiye 6,50 m                                                                | Prajusha Maliakkal 6,47 m                                                        | Tabia Charles 6,44 m (SB)                                                  |
| Triple saut | Trecia Smith 14,19 m (SB)                                                           | Ayanna Alexander 13,91 m (SB)                                                    | Tabia Charles 13,84 m                                                      |
| Lancer du poids | Valerie Adams 20,47 m                                                               | Cleopatra Brown 19,03 m                                                          | Margaret Satupai 16,43 m                                                   |
| Lancer du disque | Krishna Poonia 61,51 m                                                              | Harwant Kaur 60,16 m                                                             | Seema Antil 58,46 m                                                        |
| Lancer du marteau | Sultana Frizell 68,57 m                                                             | Carys Parry 64,93 m (SB)                                                         | Zoe Derham 64,04 m                                                         |
| Lancer du javelot | Sunette Viljoen 62,34 m                                                             | Kim Mickle 60,90 m (SB)                                                          | Justine Robbeson 60,03 m                                                   |
| Heptathlon | Louise Hazel 6 156 pts                                                              | Jessica Zelinka 6 100 pts                                                        | Grace Clements 5 819 pts                                                   |
| Records et Performances - AR : Record continental (area record) - CR : Record des championnats (championship record) - MR : Record du meeting (meet record) - NR : Record national (national record) - OR : Record olympique (olympic record) - PR : Record paralympique (paralympic record) - PB : Record personnel (personal best) - SB : Meilleure performance personnelle de la saison (season's best) - WL : Meilleure performance mondiale de l'année (world leader) - WJR : Record du monde junior (world junior record) - WR : Record du monde (world record) Circonstances et Conditions - DNF : N'a pas terminé (did not finish) - DNS : N'a pas pris le départ (did not start) - DQ : Disqualification (disqualification) - NM : Aucun essai valable enregistré (No Mark) - Q : Qualifié « directement » au prochain tour (ou à la prochaine compétition), lors d'une compétition majeure, grâce au classement ou à la réalisation des minima (automatic qualifier) - q : Qualifié au prochain tour (ou à la prochaine compétition), lors d'une compétition majeure, grâce au repêchage ou à la réalisation de l'une des meilleures performances parmi celles des « non qualifiés directement » (grâce au meilleur temps ou à la meilleure distance par exemple) (secondary qualifier) |                                                                                     |                                                                                  |                                                                            |

## Épreuves handisport

### Hommes
| Épreuves                               | Or                                | Argent                        | Bronze                               |
| -------------------------------------- | --------------------------------- | ----------------------------- | ------------------------------------ |
| 100 m T46 (handisport)                 | Simon Patmore 11 s 14             | Samkelo Radebe 11 s 25        | Ayuba Abdullahi 11 s 37              |
| 1 500 m T54 (handisport)               | Kurt Fearnley 3 min 19 s 86       | Richard Colman 3 min 20 s 90  | Josh Cassidy 3 min 21 s 14           |
| Lancer du poids F32/34/52 (handisport) | Kyle Pettey 11,44 m (1021 points) | Dan West 10,78 m (969 points) | Hamish MacDonald 9,92 m (889 points) |

### Femmes
| Épreuves                                  | Or                                 | Argent                          | Bronze                             |
| ----------------------------------------- | ---------------------------------- | ------------------------------- | ---------------------------------- |
| 100 m T37 (handisport)                    | Katrina Hart 14 s 36               | Jenny McLoughlin 14 s 68        | Johanna Benson 14 s 81             |
| 1 500 m T54 (handisport)                  | Diane Roy 3 min 53 s 95            | Chineme Obeta 4 min 9 s 29      | Anita Fordjour 4 min 18 s 83       |
| Lancer du poids F32-34/52/53 (handisport) | Louise Ellery 6,17 m (1110 points) | Jess Hamill 7,17 m (979 points) | Gemma Prescott 5,54 m (952 points) |

## Tableau des médailles
| Rang  | Nation           | Or | Argent | Bronze | Total |
| ----- | ---------------- | -- | ------ | ------ | ----- |
| 1     | Kenya            | 11 | 10     | 8      | 29    |
| 2     | Australie        | 8  | 5      | 2      | 15    |
| 3     | Angleterre       | 6  | 6      | 12     | 24    |
| 4     | Canada           | 5  | 2      | 4      | 11    |
| 5     | Inde             | 2  | 3      | 6      | 11    |
| 6     | Jamaïque         | 2  | 3      | 1      | 6     |
| 7     | Afrique du Sud   | 2  | 1      | 1      | 4     |
| 8     | Ouganda          | 2  | 0      | 0      | 2     |
| 8     | Nigeria          | 2  | 0      | 0      | 2     |
| 10    | Nouvelle-Zélande | 1  | 4      | 2      | 7     |
| Total | Total            | 46 | -      | -      | -     |